# Liste des édifices labellisés « Patrimoine du XXe siècle » de la Charente

Cet article recense les monuments historiques protégé au titre du Patrimoine du XXe siècle du département de la Charente, en France,.

## Statistiques
Au 31 décembre 2014, la Charente compte 8 immeubles protégés du patrimoine du XXe siècle.

## Liste
| Monument                              | Commune                  | Adresse                       | Coordonnées                        | Notice         | Date      | Illustration                          |
| ------------------------------------- | ------------------------ | ----------------------------- | ---------------------------------- | -------------- | --------- | ------------------------------------- |
| Manufacture de papiers Hébert         | Angoulême                | 180, rue de Bordeaux          | 45° 39′ 12″ nord, 0° 08′ 47″ est   | « PA16000011 » | 2001      | Manufacture de papiers Hébert         |
| Chocolaterie                          | Angoulême                | 18, place de l'Hôtel-de-Ville | 45° 38′ 54″ nord, 0° 09′ 25″ est   | « PA00104204 » | 1987      | Chocolaterie                          |
| Église Notre-Dame d'Obézine           | Angoulême                | 92, rue de Montmoreau         | 45° 38′ 48″ nord, 0° 09′ 35″ est   | « PA16000019 » | 2001      | Église Notre-Dame d'Obézine           |
| Maison                                | Angoulême                | 95, rue de l'Hirondelle       | 45° 38′ 16″ nord, 0° 08′ 35″ est   | « PA16000059 » | 2015      | Image manquante Téléverser            |
| Logis de Chênard                      | Chavenat                 |                               | 45° 26′ 36″ nord, 0° 11′ 18″ est   | « PA00104583 » | 1992      | Logis de Chênard                      |
| Ateliers municipaux de Confolens      | Confolens                | 41 avenue Gambetta            | 46° 01′ 26″ nord, 0° 40′ 12″ est   | « PA16000023 » | 2002      | Ateliers municipaux de Confolens      |
| Viaduc de la Sonnette                 | Le Grand-Madieu          |                               | 45° 55′ 17″ nord, 0° 27′ 17″ est   | « PA16000031 » | 2004      | Viaduc de la Sonnette                 |
| Château de la Mercerie                | Magnac-Lavalette-Villars |                               | 45° 30′ 06″ nord, 0° 14′ 30″ est   | « PA00104405 » | 2012      | Château de la Mercerie                |
| Église Saint-Fraigne de Saint-Fraigne | Saint-Fraigne            |                               | 45° 57′ 14″ nord, 0° 00′ 24″ ouest | « PA16000007 » | 1997 1999 | Église Saint-Fraigne de Saint-Fraigne |